# 142 Polana

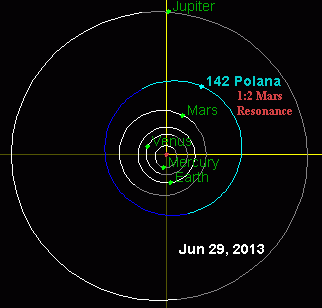
142 Polana

142 Polana eller 1954 BH är en asteroid upptäckt 28 januari 1875 av den österrikiske astronomen Johann Palisa. Asteroiden har fått sitt namn efter staden Pula i dåvarande Österrike-Ungern (nu Kroatien) där den upptäcktes.
Den tillhör asteroidgruppen Nysa.